# دونده کولیندا
دونده کولیندا (نام علمی: Kulindadromeus) نام یک سرده از راسته پرنده‌کفلان است.